# Даниел Гилбърт
Даниел Гилбърт (на английски: Daniel Gilbert) е американски социален психолог и писател на произведения по медицина и книги за самопомощ.

## Биография и творчество
Даниел Тод Гилбърт е роден на 5 ноември 1957 г. в САЩ. На 19-годишна възраст напуска училище и иска да бъде писател на научна фантастика. За да подобре уменията си за писане отива да се запише в клас по творческото писане, но тъй като той е запълнен се записва да учи въведение в психологията. В периода 1980 – 1984 г. публикува няколко фантастични разказа.
Завършва през 1981 г. с бакалавърска степен по психология от Университета на Колорадо в Денвър, и през 1985 г. с докторска степен по социална психология от Принстънския университет. След дипломирането си в периода 1985 – 1996 г. работи в Университета на Тексас в Остин като асистент, доцент и професор. В периода 1996 – 2005 г. е професор и преподавател по поведенчески науки в Университета на Чикаго в Илинойс.
Като професор по психология в Харвардския университет става известен с изследването си заедно с Тимъти Уилсън от Университета на Вирджиния за емоционалното прогнозиране или колко добре хората могат да правят прогнози за емоционалното въздействие на бъдещи събития.
Книгата му „Какво е нужно да си щастлив?“ от 2005 г. става бестселър на „Ню Йорк Таймс“ и е преведена на повече от 30 езика по света. Тя печели наградата на Кралското общество за най-добра научна книга за 2007 г.
През времето на своето преподаване и изследвания той печели многобройни награди, от стипендията „Гугенхайм“ до отличителната научна награда на Американската психологическа асоциация за ранна кариера в психологията. През 2008 г. е избран за член на Американската академия за изкуство и наука.
Неговите изследвания са публикувани в списанията „Ню Йорк Таймс“, „Форбс“, „Пари“, Си Ен Ен, „Ню Йоркър“, „Списание Опра“, „Психология днес“, и др. През 2010 г. е домакин и съавтор на наградената телевизионна серия NOVA „Този емоционален живот“.
Даниел Гилбърт живее със семейството си в Кеймбридж, Масачузетс.

## Произведения

### Документалистика
- Stumbling on Happiness (2005)
Какво е нужно да си щастлив? Само си мислиш, че знаеш…, изд.: ИК „Изток-Запад“, София (2005), прев. Анна Христова
- Handbook of Social Psychology (2012) – със Сюзън Фиск и Гарднър Линдзи

### Разкази
- Visions of Diana (1980)
- Woman in the Designer Genes (1981)
- Kokomu (1982)
- The Meat Box (1982)
- In The Specimen Jar (1984)